# Fedevarer
Fedevarer angiver handelsvarer (især fødevarer) med et stort fedtindhold: af landbrugsvarer blandt andet flæsk, skinker, pølser og smør, men desuden talg, lys, tran, tjære, terpentin, olier, harpikser og overhovedet alt hvad der er eller indeholder dyriske eller vegetabilske fedtstoffer. 
Fedevarer er et ord, der stort set kun bruges i flertal.

## Ekstern kilde
- ODS på nettet